# Pereche de baze

Ilustrarea perechii de baze Watson-Crick adenină-timină.

O pereche de baze (pb) este o unitate formată din două nucleobaze legate între ele prin legături de hidrogen.  Acestea constituie blocurile fundamentale ale spiralei duble a ADN-ului, contribuind la structura pliată atât a ADN-ului cât și a ARN-ului. Dictate de modele specifice ale legăturilor de hidrogen, perechile de baze Watson-Crick (guanină-citozină și adenină-timină) permit spiralelor ADN să mențină o structură elicoidală care depinde subtil de secvența nucleotidelor sale. Natura complementară a acestei structuri de perechi de baze asigură o copie de siguranță a tuturor informațiilor genetice codificate în ADN-ul dublu-înlănțuit. Structura regulată și redundanța informațiilor furnizate de către spirala dublă a ADN-ului fac din acesta un bun mediu de stocare a informației genetice, iar împerecherea bazelor între ADN și nucleotidele noi asigură mecanismul prin care polimeraza ADN realizează replicarea ADN, iar polimeraza ARN transcrie ADN în ARN. Numeroase proteine cu afinitate ADN pot recunoaște modele specifice de împerechere a bazelor prin care sunt identificate regiunile speciale de reglare ale genelor.
Perechile de baze intramoleculare pot să apară în acizi nucleici simplu înlănțuiți. Aceasta este de mare importanță la moleculele ARN (de ex. ARN de transfer), unde perechile de baze Watson-Crick (guanină-citozină și adenină-uracil) permit formarea de spirale scurte dublu-înlănțuite, iar o mare diversitate de interacțiuni non-Watson-Crick (de ex., G-U sau A-A) permit ARN-ului să se plieze într-o gamă largă de structuri tridimensionale specifice. Mai mult, împerecherea bazelor între ARN de transfer (tRNA) și ARN mesager (mRNA) constituie fundamentul evenimentelor de recunoaștere moleculară care fac ca secvența nucleotidelor mRNA să fie tradusă în secvența de aminoacizi ai proteinelor prin intermediul codului genetic.